# Hilla
Hilla o Al-Ḥilla (en árabe: الحلة‎) es una ciudad ubicada en el centro de Irak, sobre el río Éufrates, a 100 km al sur de Bagdad. Cuenta con una población estimada de 364.700 personas en 1998. Es la capital de la gobernación de Babilonia y se encuentra cerca de las antiguas ciudades de Babilonia, Borsippa y Kish. Está situada en una región predominantemente agrícola que es irrigada en forma extensiva con agua obtenida del río, produciendo una amplia variedad de cereales, frutas y textiles.
La ciudad fue creada en 1101 por la tribu árabe de los Bani Asad. En el siglo XIII, constituyó el principal centro intelectual del islam chií duodecimano, en parte gracias a quedar al margen de la devastación de la región por las hordas mongolas de Hulagu Jan. En esa época nació en Hilla y produjo su obra Allamé al-Hilli, sistematizador y gran referencia del fiqh duodecimano posterior.
Se convirtió en un importante centro administrativo durante el gobierno del Imperio otomano y el Imperio británico.[cita requerida] Se cree que tumba del profeta judío Ezekiel está ubicada en un pueblo cercano.[cita requerida]
Hilla fue el escenario de combates relativamente intensos alrededor del 1 de abril de 2003, durante la invasión encabezada por Estados Unidos en 2003.[cita requerida]
Ciudad de gran importancia en el siglo XIII coincidiendo con el califato de Al- Quiquemix II, durante su reinado se sentaron las bases del árabe moderno así como la estructura sociopolítica empleada por el pueblo asirio en el siglo XIV y parte del siglo XV.